# إد مارتن (ملاكم)
إد مارتن (بالإنجليزية: Ed Martin)‏ مواليد 10 سبتمبر 1881 في دنفر، هو ملاكم محترف أمريكي سابق صنّف ضمن فئة الوزن الثقيل.

## إحصائيات
خاض خلال مسيرته 35 نزالا، فاز في 23 وتعادل في 3 وخسر في 9. فاز بالضربة القاضية في 17 نزالا.

## روابط خارجية
- إد مارتن على موقع بوكس ريك (الإنجليزية) (registration required)